# Stability vs. Nobility

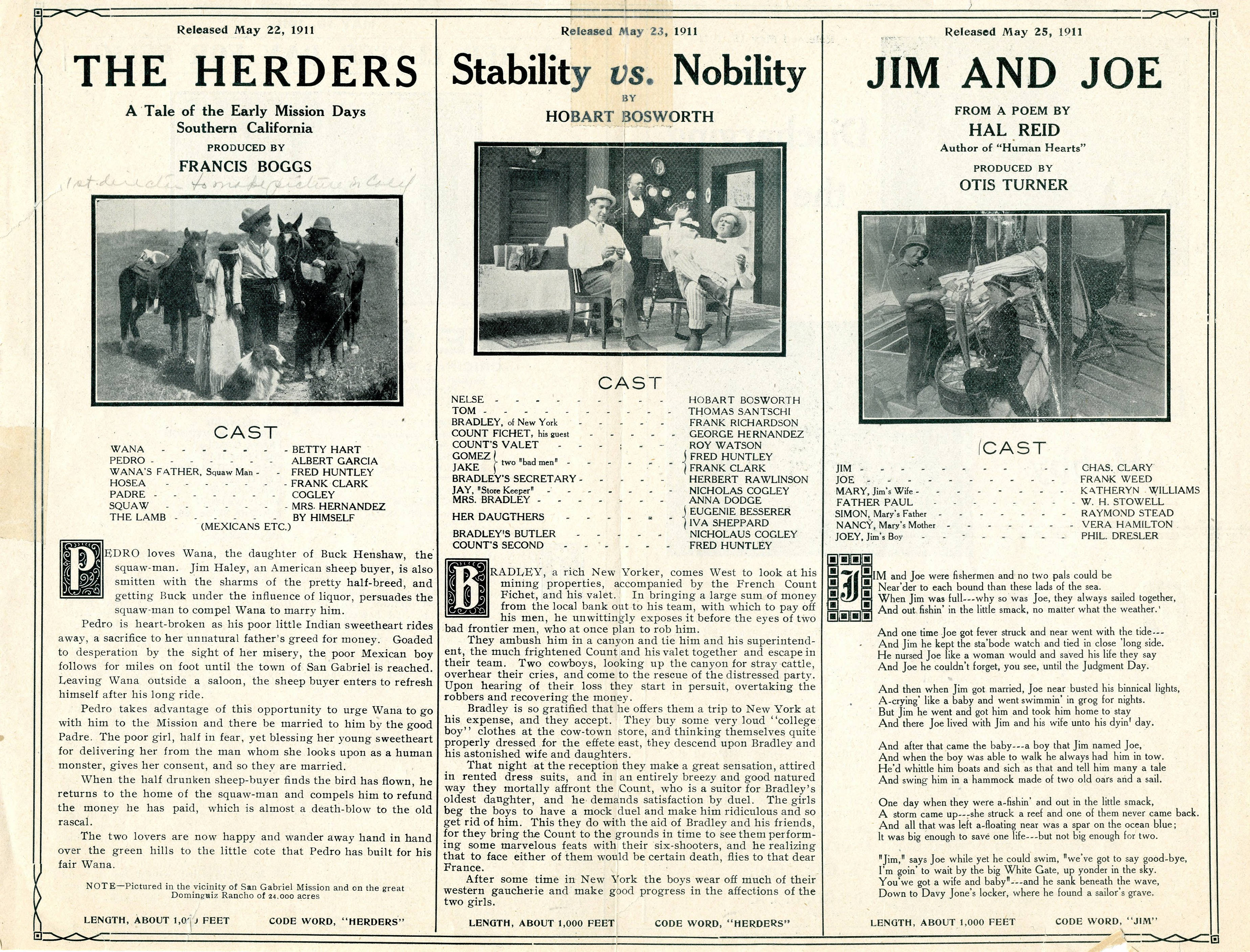
Prospectus de 1911 pour la sortie de The Herders, Stability VS. Nobility ; et Jim and Joe.

Stability vs. Nobility est un film muet américain réalisé par Hobart Bosworth et sorti en 1911.

## Fiche technique
- Réalisation : Hobart Bosworth
- Production : William Selig
- Date de sortie : 
  -  États-Unis : 23 mai 1911

## Distribution
- Hobart Bosworth : Colonel Bradley
- Tom Santschi
- Frank Richardson
- George Hernandez
- Roy Watson
- Fred Huntley
- Frank Clark
- Herbert Rawlinson
- Nick Cogley
- Eugenie Besserer
- Anna Dodge
- Iva Shepard